# Ordre des Saints-Georges-et-Constantin
Pour les articles homonymes, voir Ordre de Saint-Georges (homonymie).

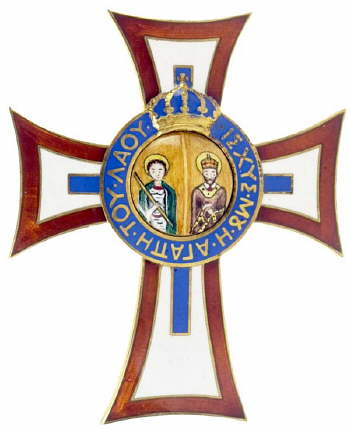
Insigne de l'Ordre.

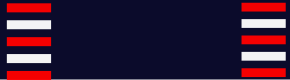
Ruban de l'Ordre.

L’ordre des Saints-Georges-et-Constantin (en grec moderne :  Βασιλικό και οικογενειακό τάγμα  Αγίων Γεωργίου και Κωνσταντίνου / Vasiliko ke ikogeniako tagma Agion Georgiou ke Konstantinou) est un ordre dynastique grec fondé en 1936 par le roi des Hellènes Georges II. Divisé en cinq classes, il est réservé aux membres masculins de la famille royale de Grèce. 
L’Ordre a été nommé ainsi en référence aux saints patrons du grand-père (Georges Ier) et du père (Constantin Ier) de son créateur. 

## Sources
- (el) George Beldecos, Ordres helléniques, décorations et médailles, Athènes, Musée Hellénique de la Guerre, 1991  (ISBN 960-85054-0-2)